# کیرپینگ
کیرپینگ (به لهستانی:  Kierpień) یک روستا در لهستان است که در گمینا گووگووک واقع شده‌است.